# ワイパアエースゾル
ワイパアエースゾル（Wiper Ace Sol）は、大正製薬株式会社（法人としては現在の大正製薬ホールディングス株式会社）が製造販売していたエアゾール殺虫剤の商品名である。

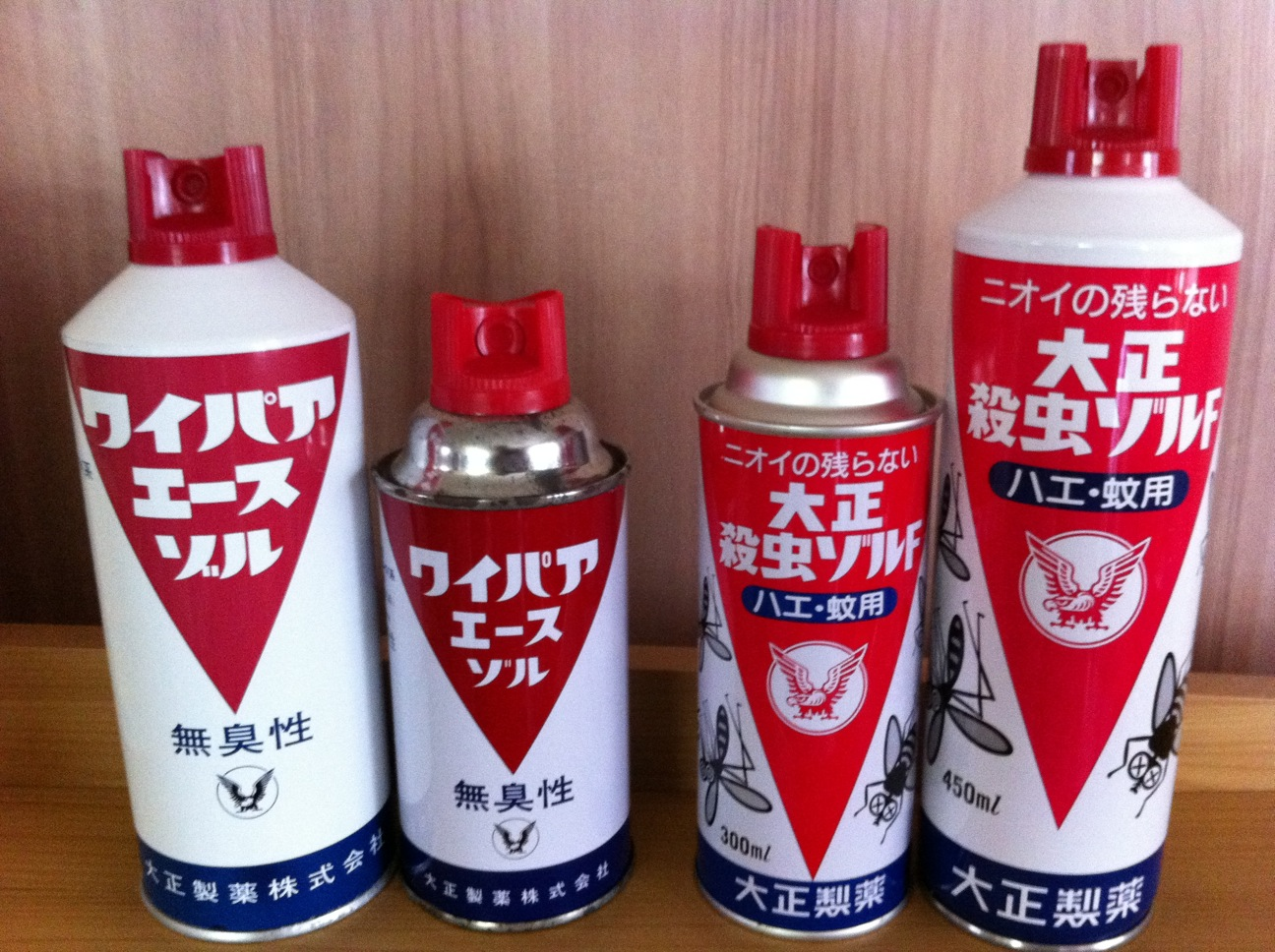
｢ワイパアエースゾル｣と｢大正殺虫ゾル｣

## 概要
従来のエアゾール式殺虫剤は、溶剤の石油臭と噴射ガスであるLPガス特有の硫黄臭を隠ぺいするために、強力な香料を配合しているのが一般的であった。室内で殺虫剤を使用したときに殺虫剤の臭気が残ってしまうのは、当時のエアゾール殺虫剤の特徴であったが、食堂や寝室などで使用した際に臭気がこもったり、鼻やのどを刺激する欠点もあった。1962年4月、上記のような｢殺虫剤らしさ｣を払拭し、日本ではじめての｢無臭性｣エアゾル殺虫剤として誕生したのがこの商品であった。製剤面においては、まず溶剤のケロシン（一級白灯油）をさらに精製し、LPガスは充てん時に脱臭カラムを通すことによって、噴射時には、ほぼ無臭化することに成功した。
1976年11月、長年使用してきた同社の殺虫剤ブランド｢ワイパア｣を、メーカーロイヤリティを生かすべく、段階的に｢大正｣ブランドに移行することを発表。｢大正｣ブランド第1号商品として、『大正殺虫ゾル』と名称変更された。その後、2000年に同社が捕殺虫剤事業から撤退したことにより、殺虫剤ブランドは期限付で他社に有償貸与されることとなり、『ワイパア殺虫ゾル』の名称でブランドが復活。製造を小池化学、販売を白元が行なっていた。
しかし、販売元の白元が2014年に民事再生法を申請し経営破綻した際、事業譲渡会社として設立された白元アースには継承されず、親会社のアース製薬のオリジナルである『アースジェット』に集約され、『ワイパア殺虫ゾル』は販売終了となった。

## 製品の歴史
- 1962年4月 - ｢ワイパアエースゾル｣発売。広告タレントに乙羽信子を起用。
- 1969年1月 - 押しボタンとキャップを一体化したワンタッチキャップを採用。
- 1972年5月 - 噴射助剤の塩化ビニールガスが発癌成分となるため使用禁止となり、これをフロンに変更する。のちにはノンフロン化もされた。
- 1975年3月 - 速効性に優れたフタルスリンに、致死成分レスメトリンを加え処方を強化。
- 1975年11月 - ｢大正殺虫ゾル｣に名称変更。
- 1978年3月 - 450mlロング缶登場。｢ニオイの残らない｣を缶に表示し、一貫して｢キキメと無臭｣をアピール。
- 1981年3月 - ｢ハエ･蚊用｣のイラストを入れ、商品の専門性を訴求。
- 1986年1月 - 処方が強化され｢大正殺虫ゾルF｣となる。d-T80-フタルスリンを配合し、速効性が向上した。
- 1997年12月 - フェニトロチオンマイクロカプセル配合第3世代ゴキブリ誘引殺虫剤「ワイパア」（のちの「ゴキブリワイパア」）発売。これにより「ワイパア」ブランドが復活する。以後、2000年3月まで「ワイパア」は主にゴキブリ用殺虫剤や捕獲器のブランドとして用いられた。
- 2000年4月 - 殺虫剤事業からの撤退により、以降商標貸与先の白元から｢ワイパア殺虫ゾル｣として発売。
- 2001年3月 - 白元から4倍噴射タイプ「ワイパア 4倍噴射」（販売名：ワイパア エースゾル）発売。ボタンを軽く押せば通常噴射、カチッと手応えあるまで押し込むと4倍噴射する。内容液もベタつきを抑えた新処方となった。「ワイパアエースゾル」の名称が本品の販売名として復活する。通常噴射タイプ「ワイパア殺虫ゾル」も併売。
- 2014年10月 - 販売元の白元が経営破綻。事業譲渡会社の白元アースには継承されず、14年間続いた「ワイパア」ブランドの殺虫剤も生産を終了し、親会社のアース製薬によって「アースジェット」に集約。同時にゴキブリ誘引殺虫剤「ゴキブリワイパア」もアース製薬オリジナルの「ブラックキャップ」に集約。なお、シリーズ品であった殺蛆剤「ワイパアゼット」（大正製薬時代の「リゾ」から続くロングセラー商品）に関しては、「芳香うじ殺しゼット」と改称された上で白元アースに承継された。

## 製品の概要

### 成分
フタルスリン(ピレスロイド系)、レスメトリン(ピレスロイド系)

### 効能
はえ・蚊・油虫（ごきぶり）・のみ・南京虫･家だにの駆除

### 使用法
蚊の駆除には6畳間なら3 - 4秒間、はえ・油虫・のみ・南京虫・イエダニには直接数秒間噴射する。

### 包装
500mL. 300mL.

### 成分
（5-ベンジル-3-フリル）メチル d-シス／トランス-クリサンテマート、フタルスリン

### 効能
ハエ・蚊・ゴキブリ（油虫）、ノミ、ナンキンムシ、イエダニの駆除

### 使用法
蚊の駆除には6畳間なら5秒間上方に向け噴射し、ハエ・ゴキブリ・ノミ・ナンキンムシ・イエダニには、直接数秒間噴射する。

### 包装
450mL. 300mL.

### 成分
d-T80-レスメトリン、d-T80-フタルスリン

### 効能
ハエ・蚊・ゴキブリ（油虫）、ノミ、ナンキンムシ、イエダニの駆除

### 使用法
室内のハエ・蚊には6畳間なら約10秒間上方に向け噴霧し、ゴキブリ・ノミ・ナンキンムシ・イエダニには直接噴霧する。

### 包装
450mL. 300mL.

## 歴代広告タレント
- 乙羽信子
- 紀比呂子
- 長山藍子
- 春川ますみ･せんだみつお
- 船越英二･倍賞千恵子
- 西川きよし･市毛良枝
- 京塚昌子･榊原郁恵
- 鹿取容子　ほか

## 大正ゾルシリーズ（アース製薬に集約された商品も含む）
大正ゴキブリゾル【医薬部外品】
｢新ゴキブリワイパアゾル｣を処方改良。｢追い出し｣｢まちぶせ｣｢直射｣の3通りの使い方ができる（のちの「大正ゴキブリゾルS」→「大正ゴキブリスプレー」→「ワイパアゴキブリスプレー（強力噴射タイプ）」→「ワイパアゴキブリ殺虫ゾル」→「ゴキジェットプロ」【防除用医薬部外品】）。
大正ダニ殺しゾル【医薬部外品】
アレルギーの原因となるダニ退治に効果を発揮。畳･カーペット両用（のちの「大正ダニスプレー」→「ワイパアダニスプレー」→「ダニアース」【防除用医薬部外品】）。
大正アリ殺しゾル
土台を食い荒らすシロアリや、しつこいクロアリ退治に優れた効果（のちの「リピートアリスプレー」→「大正アリスプレー」→「ワイパアアリスプレー」→「ワイパアアリ殺虫ゾル」→「アリアース」）。
大正虫殺しゾル
屋外の不快害虫専用殺虫剤（のちの「大正害虫スプレー」→「ワイパア害虫スプレー」→「ワイパア害虫殺虫ゾル」→「虫コロリアース」）
大正キクイムシゾル
家具や木材を食い荒らすキクイムシや、シロアリ、クロアリ専用の殺虫剤（のちに「シロアリアース」の名称で復活）。
大正園芸ゾル【農薬】
花の病気と害虫に効果を発揮（のちの「リピートA」）。